# Staats-Overmaas

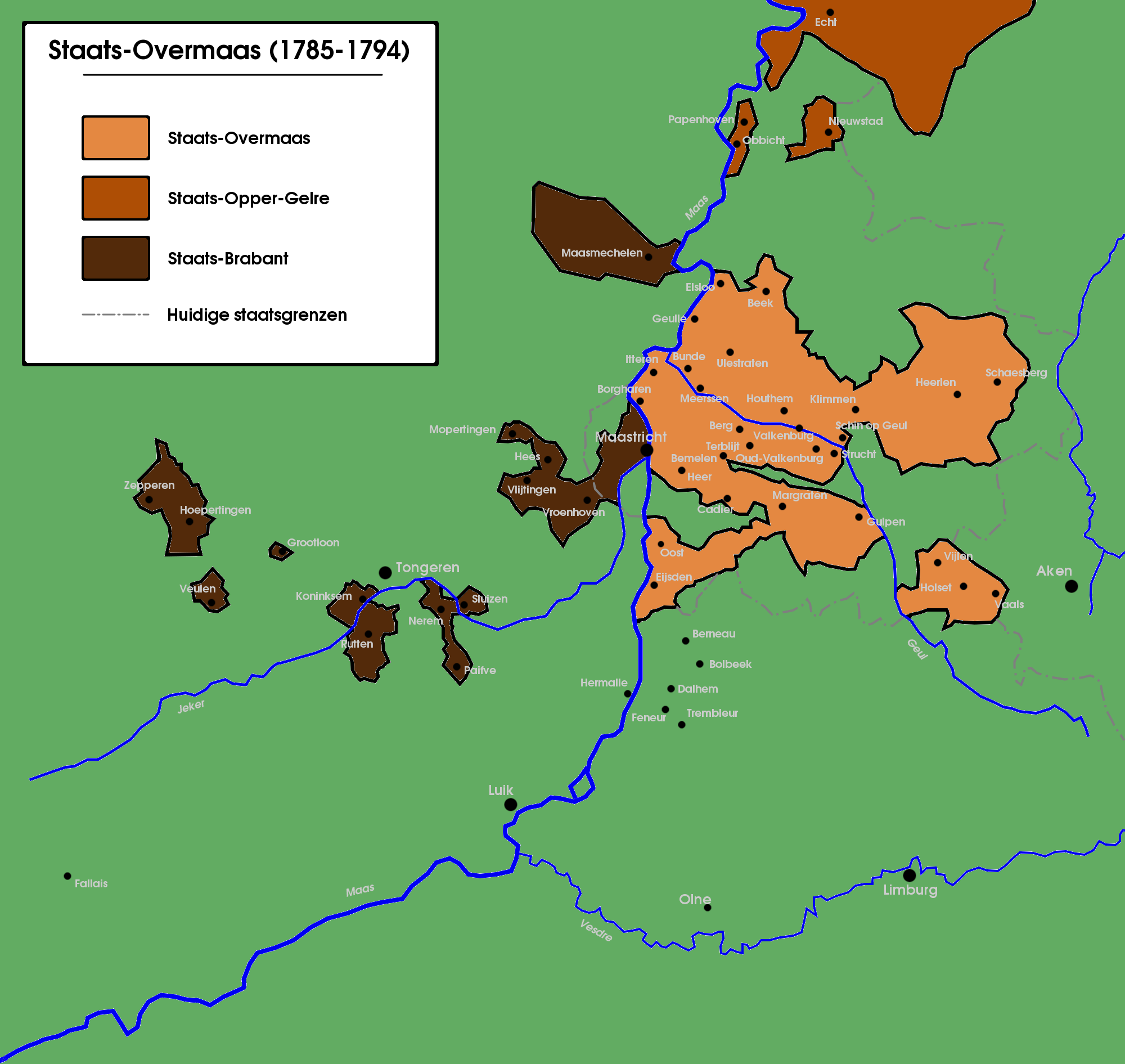
Staats-Overmaas na het Verdrag van Fontainebleau (1785).

Staats-Overmaas behoorde tijdens het ancien régime met Staats-Brabant en Staats-Zeeland tot de generaliteitslanden van de Republiek der Zeven Verenigde Nederlanden. Staats-Overmaas lag grotendeels in het huidige Zuid-Limburg, met enkele exclaves in het huidige België.
Het betrof de dorpen en heerlijkheden in de Landen van Overmaas die bij het Partagetraktaat van 1661 toegewezen werden aan de Staten-Generaal om de in 1632 door het Staatse leger bezette vestingstad Maastricht van een achterland te voorzien. Maastricht zelf behoorde niet tot Staats-Overmaas, maar werd als tweeherige stad Maastricht gezamenlijk bestuurd door de prins-bisschoppen van Luik en de Staten-Generaal (die in dezen in de rechten traden van de hertogen van Brabant).

## Geschiedenis
Voor de Tachtigjarige Oorlog stonden deze gebieden indirect onder controle van het hertogdom Brabant en maakten deel uit van het land van Valkenburg, het land van 's-Hertogenrade en het land van Dalhem. Ook het hertogdom Limburg vormde sinds de 13e eeuw een personele unie met Brabant. Gezamenlijk werden ze aangeduid als "Limburg en de landen van Overmaas".
Tijdens de Republiek ontstond de benaming Staats-Overmaas om het verschil aan te duiden met de onder Spaans bestuur gebleven delen van de landen van Overmaas. De Staatse landen van Overmaas werden bestuurd als generaliteitsland, en vielen onder het directe bestuur van de Staten-Generaal.
Na de Franse inname van Maastricht in 1794 deed de Bataafse Republiek afstand van Staats-Overmaas en werd het gebied onderdeel van het departement Nedermaas binnen de Eerste Franse Republiek.

### Partagetractaat
In 1661 werden de volgende Overmaasse dorpen toegewezen aan de Staten-Generaal:
In het Land van Valkenburg:
De hoofdplaats Valkenburg met de dorpen Beek, Geulle, Ulestraten, Bunde, Itteren, Amby, Borgharen, Schimmert, Meerssen, Houthem (met uitzondering van het klooster Sint-Gerlach), Berg, Terblijt, Bemelen, Klimmen met Hulsberg, Heerlen met Voerendaal en Nieuwenhagen en ten slotte Eijsden en Sint-Geertruid met uitzondering van het fort Navagne.
In het Land van 's-Hertogenrade:
De dorpen Gulpen en Margraten en Vaals met Holset en Vijlen.
In het Land van Dalhem:
De hoofdplaats Dalhem met de dorpen Oost, Cadier en de na de Belgische onafhankelijkheid in de Belgische provincie Luik gelegen dorpen Bolbeek (Bombaye), Feneur, Trembleur en Olne.
Het stadje Dalhem en de dorpen Bolbeek, Feneur, Trembleur en Olne werden in 1785 met het Verdrag van Fontainebleau afgestaan aan de Oostenrijkse Nederlanden. Oost en Cadier bleven in Staatse handen. De Oostenrijkse enclave Schaesberg werd Staats.

### Verdrag van Fontainebleau
Het Verdrag van Fontainebleau uit 1785 behelsde onder meer de uitruil van enkele dorpen en heerlijkheden in Overmaas tussen de Oostenrijkse Nederlanden en de Republiek. De Staatse rentmeester Willem Hendrik van Panhuys (1734-1808) was deels verantwoordelijk voor de bepalingen in het verdrag die op Overmaas betrekking hadden. Hij had tevens tot taak de nieuw verworven gebieden namens de Staten-Generaal in bezit te nemen en de lokale magistratuur de eed van trouw te doen afleggen. In Elsloo deden zich daarbij moeilijkheden voor, omdat de heer van Elsloo, Nicolas Antoine van Arberg (1736-1813), van mening was dat Elsloo een vrije rijksheerlijkheid was en dat de bepaling van het Verdrag daar niet geldig waren. Van Panhuys wilde op 26 juli 1786 de heerlijkheid met geweld innemen, daarbij gesteund door 120 man van het Maastrichtse garnizoen, maar de Staten-Generaal stonden dat niet toe. De controverse eindigde in juridisch gestechel, dat zich voortsleepte tot de komst van de Fransen in 1794, waardoor de zaak irrelevant werd.

## Positieve aspecten Staats gezag
In de negentiende eeuw kreeg de term Staats-Overmaas (soms ook aangeduid als "Staats-Limburg") een negatieve associatie en werd deze episode in de geschiedenis door sommige gezien als de onderdrukking van het "arme katholieke zuiden" door de "protestantse Hollanders". Deze gekleurde visie op de geschiedenis gaat voorbij aan het Staatse beleid in het gebied, dat in veel opzichten toleranter was dan in het naburige Spaanse, later Oostenrijkse Overmaas. Wel is het zo dat de Staatse gebieden aanvankelijk een verbod kregen op het uitoefenen van de katholieke godsdienst.
De protestantse (Nederduits Gereformeerde Kerk) kerk werd georganiseerd in de Classis Maastricht en de Landen van Overmaze. Het bestuursapparaat werd daarentegen grotendeels intact gehouden. Tussen 1633 en 1685 voerden de Staten-Generaal in Staats-Overmaas in plaatsen waar maar één kerk stond, het zogenoemde simultaneum in. Dit hield in dat plaatselijke kerken zowel voor de katholieke als voor de protestantse eredienst werden gebruikt. In de achttiende eeuw werd ook het uitoefenen van de joodse religie getolereerd, een verschijnsel dat onmogelijk was in de Spaanse (later Oostenrijkse) delen van Overmaas.